# Sorrento, Florida
Sorrento är en ort i Lake County i delstaten Florida, USA.